# Middeleeuwse kookkunst

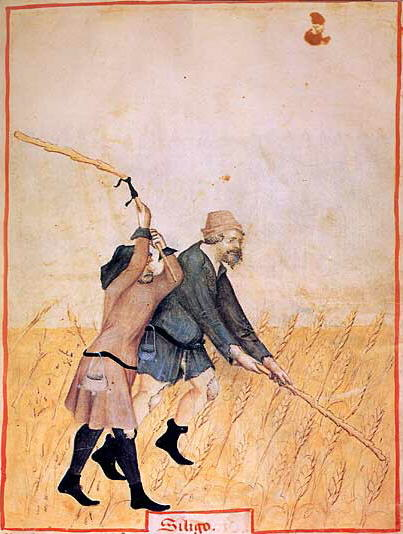
Boeren die siligo, een soort tarwe, dorsen. Tacuinum Sanitatis, 15de eeuw.

Middeleeuwse kookkunst verwijst naar het voedsel, de eetgewoontes en de kooktechnieken van de verschillende Europese culturen in de middeleeuwen, de periode die ruwweg duurde van de 5de tot de 16de eeuw. Gedurende deze periode veranderde de voeding en het koken in Europa. Deze veranderingen vormden de basis voor de moderne Europese keuken.

## Middeleeuwse voeding
Brood vormde het hoofdvoedsel, gevolgd door andere graanproducten, zoals pap. Vlees was prestigieuzer en duurder dan graan of groente. De adel liet bij speciale gelegenheden een beer (mannelijk varken) slachten. Als smaakmakers werden verjus, wijn en azijn gebruikt. Deze, tezamen met het wijdverspreide gebruik van honing en suiker (voor degenen die het zich konden veroorloven), zorgden bij veel gerechten voor een zoetzure smaak. Varkensvlees en kippenvlees werden het meest gebruikt, rundvlees vergde een grotere investering in land en werd daarom minder algemeen gebruikt. Kabeljauw en haring werden veel gebruikt in de noordelijke landen, daarnaast werden er vele andere soorten zout- en zoetwatervissen gegeten. Amandelen, zowel zoet als bitter, werden in hun geheel gebruikt als garnering, of, meer algemeen, gemalen gebruikt als dikmaker in soepen, stoofpotten en sauzen. Amandelmelk was erg populair, vooral als vervanger voor dierlijke melk in de vastentijd.
Door het langzame transport en de inefficiënte voedselconserveringmethoden was handel in voedsel over grotere afstanden niet mogelijk. Alleen de rijken, voornamelijk de adel, konden het zich veroorloven om ingrediënten, zoals specerijen, te importeren. Daardoor onderging hun keuken een grotere buitenlandse invloed dan die van de armeren. Omdat elk niveau van de maatschappij de gebruiken van de laag erboven imiteerde, drongen de innovaties van de internationale handel en buitenlandse oorlogen langzaam door tot de bovenlaag van de middenstand in middeleeuwse steden.
In tijden waarin hongersnood normaal was en sociale hiërarchie vaak op een brutale manier opgelegd werd, was eten een belangrijk kenmerk van sociale status op een manier die geen equivalent heeft in de huidige geïndustrialiseerde landen. Naast de economische onbereikbaarheid van luxueuze producten zoals specerijen, werden er decreten ingesteld die de consumptie van bepaalde producten in bepaalde sociale klassen verboden, en beperkingswetten beperkten de overvloedige consumptie van de nouveaux riches die niet tot de adel behoorden. Sociale normen bepaalden ook dat het voedsel van de werkende klasse minder verfijnd was, omdat men dacht dat er een goddelijke of natuurlijke overeenkomst was tussen het werk wat men deed en het voedsel wat men at, dus handwerk vereiste grover, goedkoper voedsel. Een dergelijke situatie deed zich ook voor in de geneeskunst, waar dure tonicums, theriac en andere exotische specerijen gebruikt werden voor de ziekten van de adel, terwijl geurigere, lager staande knoflook gebruikt werd voor de gewone mens.

### Maaltijden

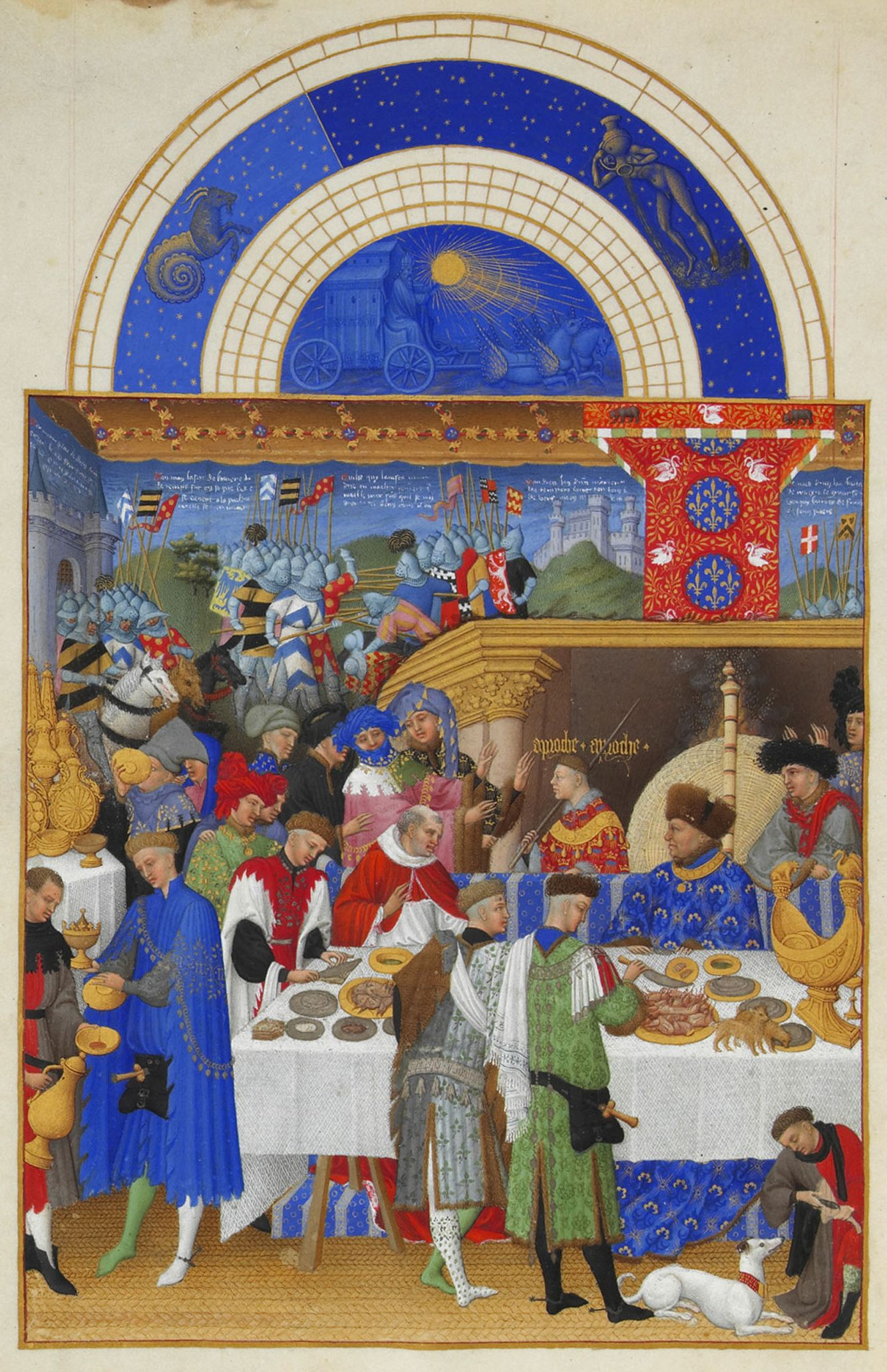
Jan van Berry geniet van een banket. De hertog zit met een kardinaal aan de hoofdtafel, onder een luxueus baldakijn, voor de open haard en wordt bediend door verscheidene bedienden waaronder een vleessnijder. Op de tafel aan de linkerkant van de hertog staat een zoutvat, of nef, in de vorm van een schip; illustratie uit Très Riches Heures du Duc de Berry, circa 1410.

Gewoonlijk waren er twee maaltijden per dag: het middagmaal en een licht avondmaal. Moralisten keurden het onderbreken van de nachtelijke vasten op een te vroeg tijdstip af, en de ontwikkelde lagere adel vermeed het. Om praktische redenen, ontbeten de werkende mannen wel, en het werd ook getolereerd voor jonge kinderen, vrouwen, ouderen en zieken. Omdat de kerk predikte tegen gulzigheid en andere zwakheden van het vlees, schaamden mannen zich voor de zwakke gewoonte van ontbijten. Overvloedige banketten en soupers (van het Occitaans rèire-sopar, late avondmaaltijd) met grote hoeveelheden alcoholische dranken werden als immoreel beschouwd. Het laatste werd voornamelijk geassocieerd met de slechte dingen zoals gokken, grof taalgebruik, dronkenschap en ontuchtig gedrag. Kleine maaltijden en tussendoortjes waren een algemeen gebruik (hoewel dit ook door de kerk afgekeurd werd), en de arbeiders kregen een toelage van hun werkgevers om nuncheons te kopen, kleine hapjes die tijdens de pauzes gegeten werden.

### Etiquette
Gedurende de Middeleeuwen was er een toenemende trend om aan het starre collectivisme dat in de gehele periode doordrong te ontsnappen. De middeleeuwse maaltijd was echter een gemeenschappelijke aangelegenheid, net als trouwens elk ander onderdeel van het dagelijkse leven. De gehele huishouding, inclusief de bedienden, at gezamenlijk. Afzondering werd in een wereld waarin mensen erg van elkaar afhankelijk waren als arrogant en inefficiënt egoïsme beschouwd. In de 13e eeuw adviseerde de Engelse bisschop Robert Grosseteste het volgende aan de Gravin van Lincoln: "Verbied middagmaaltijden en avondmaaltijden buiten de eetzaal, in geheime en privékamers, want hierdoor ontstaat verkwisting en respectloosheid jegens de dame en heer des huizes". Hij adviseerde tevens ervoor te zorgen dat de bedienden er niet met de restjes vandoor gingen. Ze konden beter als aalmoes aan de armen worden gegeven. Hoewel er beschrijvingen zijn van maaltijdetiquette bij speciale gelegenheden, is er weinig bekend over de details van de dagelijkse maaltijden of over de tafelmanieren van het gewone volk en de armen. Er kan echter wel aangenomen worden dat er niet zulke extravagante dingen waren als meerdere gangen, luxueuze specerijen of handen wassen in geparfumeerd water.
Anders was het voor de rijken. Voor de maaltijd en tussen de gangen werden kleine kommetjes water met linnen handdoeken aan de gasten aangeboden zodat zij hun handen konden wassen. Sociale codes maakten het voor vrouwen lastig om het imago van netheid, delicaatheid en onberispelijkheid vast te houden terwijl van een overvloedige feestmaaltijd werd genoten. Daarom at de gastvrouw en haar gezelschap vaak apart. Ze konden dan, nadat ze met de vaak vieze bezigheid van het eten klaar waren, aanschuiven bij het diner. In het algemeen was het dineren een mannelijke aangelegenheid, en het was erg ongewoon dat een van de geëerde gasten zijn vrouw en haar hofdames meenam. De hiërarchische aard van de maatschappij werd versterkt door de etiquette waarbij van de lagere standen verwacht werd dat ze de hogere hielpen, de jongeren de ouderen assisteerden, en mannen de vrouwen spaarden van het bevuilen van hun kleding en het moeten hanteren van voedsel op een onvrouwelijke manier. Gezamenlijke drinkbekers waren algemeen in gebruik, ook tijdens overvloedige banketten, voor iedereen behalve degene die aan de hoofdtafel zaten, net zoals de standaard etiquette om het brood te breken of het vlees te snijden voor de medegasten.
Het eten werd meestal geserveerd op borden of in kommen, en de eters namen hun deel, met een lepel of met de hand, van de schotels en plaatsen het op 'borden' van droog brood, hout of tin. In de arbeiders huishoudens was het gewoonte om het voedsel direct van de tafel te eten. Messen werden aan tafel gebruikt, waarbij er verwacht werd dat gasten hun eigen messen meenamen, en alleen de hooggewaardeerde gasten een mes werd aangeboden. Eén mes werd gewoonlijk gedeeld met ten minste één andere gast, tenzij men een heel hoge rang had of er bekend was met de gastheer. Het gebruik van vorken bij het eten was tot de Nieuwe tijd nog niet algemeen in gebruik, en in het begin van de Nieuwe tijd alleen beperkt tot Italië. Pas in de 14e eeuw werd de vork een algemeen gebruiksvoorwerp voor Italianen van alle maatschappelijke klassen. De verandering in gewoontes kan geïllustreerd worden door de reacties op de tafelmanieren van de Byzantijnse prinses Teodora Doukaina aan het einde van de 11e eeuw. Zij was de toekomstige vrouw van Domenico Selvo, de Doge van Venetië, en veroorzaakte veel ontsteltenis onder de gegoede Venetianen. Zij stond erop dat haar eten door haar eunuch bediendes voorgesneden werd en at de stukken dan met een gouden vork. Dit veroorzaakte zoveel ontzetting tijdens de diners, dat de Bisschop van Ostia haar verfijnde buitenlandse manier later zou aanduiden als trots en verwees naar haar als "...de vrouw van de Doge van Venetië, wier lichaam, na haar overdadige delicaatheid, volkomen wegrotte."

## Voedselbereiding

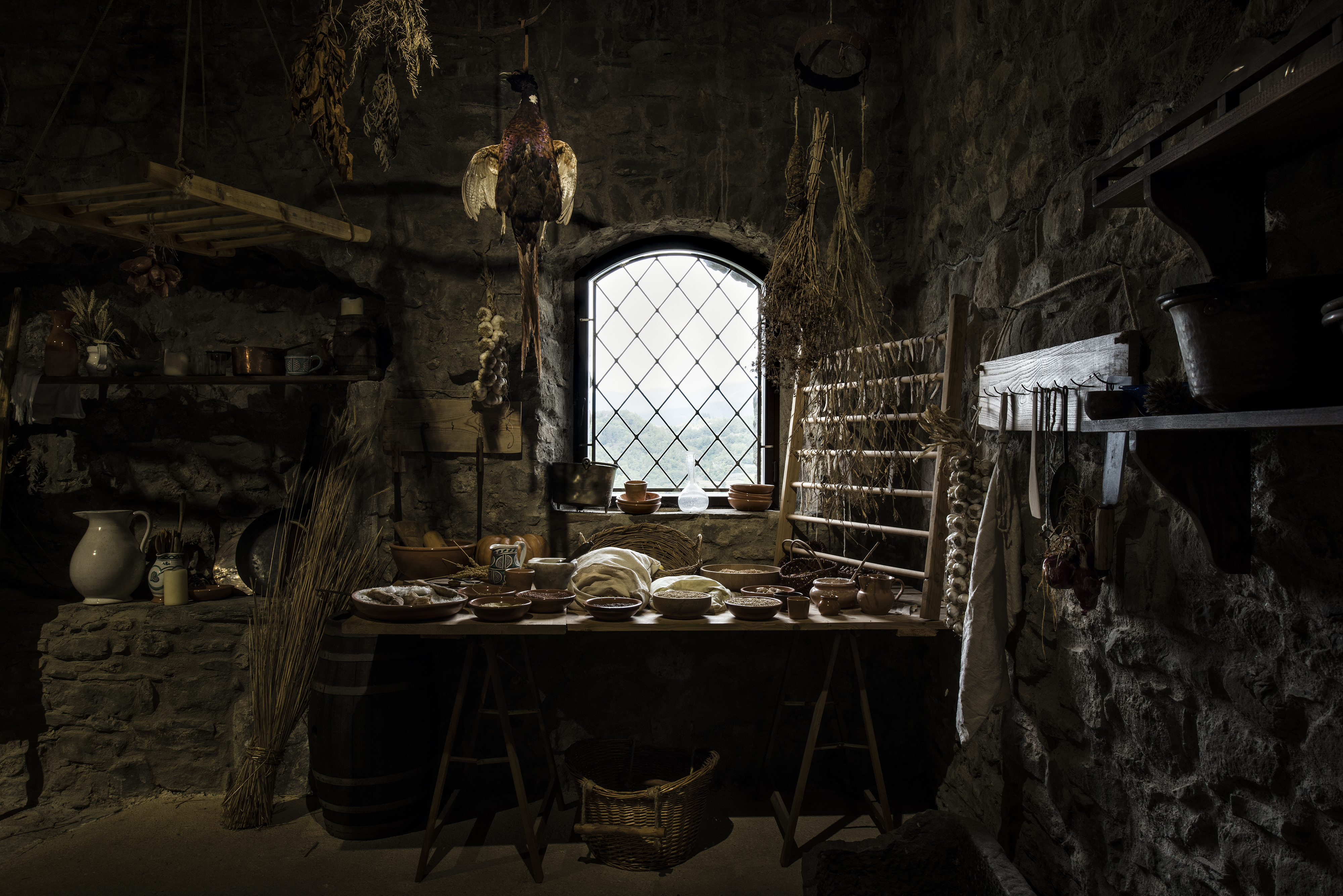
Gerestaureerde middeleeuwse keuken in Kasteel Verrucole, Toscane, Italië

Bij alle vormen van koken werd in de middeleeuwen gebruikgemaakt van open vuur, kookplaten verschenen pas in de 18e eeuw. Ovens werden wel gebruikt, maar ze waren duur om te maken en werden alleen maar gebruikt in grote huishoudens of bakkerijen. Vaak hadden gemeenschappen het gezamenlijk eigendom van een oven om er voor te zorgen dat bakken van brood, dat voor iedereen essentieel voedsel was, een zaak van de gemeenschap was en niet van private partijen. Er waren ook draagbare ovens, die men van voedsel kon voorzien en dan in hete kolen kon begraven. Hiervan waren ook grotere types met wielen die gebruikt werden om pasteien in de straten van de middeleeuwse steden te verkopen. Voor het grootste deel werd het koken gedaan met behulp van simpele stoofpotten, omdat dit de meest efficiënte manier was om het houtvuur te gebruiken en het garandeerde dat de kooksappen niet verloren gingen. Hierdoor waren de maaltijdsoepen en de stoofpot de meest gangbare maaltijden. De middeleeuwse maaltijden hadden over het algemeen een vrij hoog vetgehalte, tenminste wanneer men zich het vet kon veroorloven. In die tijd werd dit ook niet als een probleem gezien vanwege het zware werk, de hongersnood en een grotere acceptatie - of zelfs gewenstheid - van corpulentie; alleen de armen, de zieken en de devote asceten waren dun.
De kennis over de middeleeuwse kookkunst komt zowel uit overgeleverde kookboeken en afbeeldingen (met name miniaturen) als uit middeleeuwse rekeningen en kronieken.